# Таджикский национальный парк
Таджикский национальный парк (тадж. Боғи миллии Тоҷикистон) — национальный парк в Таджикистане. Создан в 1992 году на Памире для охраны уникальных ландшафтов высокогорья, их флоры и фауны, в составе которых много эндемиков. Является объектом всемирного наследия ЮНЕСКО. Таджикский национальный парк является самой крупной особо охраняемой природной территорией республики. Площадь национального парка 26 116,74 квадратного километра (2 611 674 гектара), что составляет 18 % от общей площади Таджикистана, 60 % территории Горно-Бадахшанской Автономной области и 40 % районов Лахш и Сангвор Таджикистана.

## История
Таджикский национальный парк организован Постановлением Правительства Республики Таджикистан за № 267 от 20 июля 1992 года на площади 12 000 квадратных километров (1,2 млн гектаров). Парк был создан по инициативе и под руководством начальника ООПТ Анвара Джамаловича Бузурукова. Это был второй проект временного творческого коллектива Государственного Комитета по охране природы Таджикской ССР, создавшего в 1991 году первый природно-исторический парк «Ширкент».
При организации Таджикского национального парка в его состав была включена территория Памирского заказника площадью около 5000 квадратных километров (500 тысяч гектаров), созданного в 1977 году. До распада СССР заказник был популярным объектом горного туризма и альпинизма.
В 2002 году площадь Таджикского национального парка была увеличена до 26 116,74 квадратных километров (2 611 674 гектаров).
Первоначально Таджикский национальный парк носил название «Памирский», но начавшаяся гражданская война в Таджикистане и клановая борьба заставила внести коррективы в название парка. Но теперь истинное и правильное географическое название парка вернулось к нему, благодаря экспертам и выдвижению Таджикского национального парка на номинацию для включения в список всемирного наследия ЮНЕСКО. Таджикский национальный парк в 2010 году был включен в предварительный список Всемирного наследия ЮНЕСКО. «Горы Памира» — первый природный объект Таджикистана, который был включен в списке всемирного наследия. Такое решение было принято в Камбодже 21 июня 2013 года через 21 год после создания самого парка.

## Особо охраняемая природная территория
Таджикский национальный парк к 2030 году приобретет статус биосферной территории и станет доминирующей частью Международного национального парка от Республики Таджикистан. Эта крупнейшая трансграничная инициатива, которая запущена уже сейчас совместно с заинтересованными природоохранными организациями Китая, Пакистана и Афганистана при поддержке WWF Пакистана.
Международный парк станет трансграничной особо охраняемой природной территорией (ООПТ) и займёт территорию на стыке границ вышеуказанных стран (Ваханский коридор в ГБАО и сопредельные территории). Основной целью создания такого трансграничного парка станет организация эффективного сохранения и устойчивого использования редких и исчезающих видов животных, в особенности сезонно мигрирующих, а также организация экологического туризма. Впоследствии в этот парк, возможно, будут включены Кыргызстан и Индия.
Более третьей части парка будет классифицировано как особо охраняемая природная территория. Большая часть территории будет объявлена биосферной территорией ЮНЕСКО, позволяющей выполнять обоснованные формы многоцелевого рекреационного использования земель.

## Объект туризма и отдыха
Таджикский национальный парк сегодня является центром экологического и других видов туризма в Таджикистане. Туристы приезжают в парк для того, чтобы насладиться первозданной природой, где ещё сохранились редкие и ценные виды зверей, птиц, других животных, растений, водоёмов и источников и других природных богатств горного края. На территории парка находятся несколько высокогорных семитысячников: пик Исмоила Сомони (бывший пик Коммунизма — 7495 м), пик Ленина (пик Абуали ибн Сино) (7134 м), пик Корженевской (7105 м) и другие, ледник Федченко (площадь около 700 км²), которые являются популярными объектами горного туризма и альпинизма. В ГБАО имеется много минеральных и лечебных источников, среди которых известный в Ишкашимском районе уникальный горячий источник «Гармчашма», который излечивает от многих болезней. По этим местам в начале средних веков пролегал известный в истории караванный «Великий шёлковый путь». Памир изобилует различными историческими памятниками — стоянки имеющие наскальные рисунки каменного века, город Базар-Дара (тадж. Бозор Дара), крепости Ячмун (тадж. Ямчун), Каакха (тадж. Кахкаха), которые свидетельствуют об историческом прошлом края.
Таджикский национальный парк управляется Министерством охраны природы Республики Таджикистан (МОП РТ). На этот орган возложен государственный контроль за деятельностью особо охраняемой природной территории (ООПТ) Таджикистана.